# Robyn Adair
Robyn Adair (Miles City, 11 febbraio 1884 – febbraio 1965) è stato un attore statunitense dell'epoca del muto. Nella sua carriera che si svolse negli anni dieci del Novecento girò oltre un centinaio di film anche nelle vesti di protagonista.

## Filmografia
- The Sheriff's Prisoner - cortometraggio (1912)
- The Sleeper - cortometraggio (1912)
- The Uprising - cortometraggio (1912)
- The Forest Ranger, regia di Romaine Fielding - cortometraggio (1912)
- The Family Next Door, regia di Romaine Fielding - cortometraggio (1912)
- The Way of the Mountains, regia di Romaine Fielding - cortometraggio (1912)
- Chief White Eagle, regia di Romaine Fielding - cortometraggio (1912)
- A Soldier's Furlough, regia di Romaine Fielding - cortometraggio (1912)
- His Western Way, regia di Romaine Fielding - cortometraggio (1912)
- The Power of Silence - cortometraggio (1912)
- Courageous Blood, regia di Romaine Fielding - cortometraggio (1913)
- The Unknown, regia di Romaine Fielding - cortometraggio (1913)
- An Adventure on the Mexican Border, regia di Romaine Fielding - cortometraggio (1913)
- In the Land of the Cactus, regia di Romaine Fielding - cortometraggio (1913)
- Pedro's Treachery, regia di Romaine Fielding - cortometraggio (1913)
- A Girl Spy in Mexico, regia di Romaine Fielding - cortometraggio (1913)
- The Penalty of Jealousy, regia di Romaine Fielding - cortometraggio (1913)
- The Accusing Hand, regia di Romaine Fielding - cortometraggio (1913)
- The Weaker Mind, regia di Romaine Fielding - cortometraggio (1913)
- A Dash for Liberty, regia di Romaine Fielding - cortometraggio (1913)
- The Fatal Scar, regia di Romaine Fielding - cortometraggio (1913)
- The Reformed Outlaw, regia di Romaine Fielding - cortometraggio (1913)
- The Heart of Kathleen, regia di Raymond B. West - cortometraggio (1913)
- The Evil Eye, regia di Romaine Fielding - cortometraggio (1913)
- The Impostor, regtia di Burton L. King - cortometraggio (1913)
- The Belle of Yorktown, regia di Francis Ford - cortometraggio (1913
- Temporal Death, regia di Romaine Fielding - cortometraggio (1913)
- Prince, regia di Charles Giblyn - cortometraggio (1914)
- A Military Judas, regia di Jay Hunt  - cortometraggio (1914)
- The Man from the West, regia di Romaine Fielding - cortometraggio (1914)
- A Romance of the Sea, regia di Walter Edwards - cortometraggio (1914)
- The Play's the Thing, regia di Scott Sidney - cortometraggio (1914)
- For the Wearing of the Green, regia di Raymond B. West - cortometraggio (1914)
- The Hazards of Helen - serial cinematografico (1914)
- Robert Thorne Forecloses, regia di Burton L. King - cortometraggio (1915)
- The Hut on Sycamore Gap, regia di Burton L. King - cortometraggio (1915)
- An Old-Fashioned Girl, regia di Donald Crisp - cortometraggio (1915)
- The Odd Slipper, regia di Burton L. King - cortometraggio (1915)
- The Eagle and the Sparrow, regia di Burton L. King - cortometraggio (1915)
- The Quest, regia di Harry A. Pollard  (1915)
- Alice of the Lake, regia di Burton L. King - cortometraggio (1915)
- Iole the Christian, regia di Burton L. King - cortometraggio (1915)
- The Honor of the Camp, regia di Burton L. King - cortometraggio (1915)
- The Voice of Eva, regia di Burton L. King - cortometraggio (1915)
- The Reaping, regia di Burton L. King - cortometraggio (1915)
- The Last of the Stills, regia di Burton L. King - cortometraggio (1915)
- Across the Desert, regia di Burton L. King - cortometraggio (1915)
- Two Brothers and a Girl, regia di Burton L. King - cortometraggio (1915)
- Mother's Birthday, regia di Burton L. King - cortometraggio (1915)
- The Lonesome Heart, regia di William Desmond Taylor - mediometraggio (1915)
- The Soul of the Vase, regia di William Desmond Taylor - cortometraggio (1915)
- On the Border - cortometraggio (1915)
- A Woman Scorned, regia di William Desmond Taylor - cortometraggio (1915)
- Mein Friendt Schneider, regia di Murdock MacQuarrie - cortometraggio (1915)
- The Girl from His Town, regia di Harry A. Pollard (1915)
- The Substitute Fireman, regia di J. Gunnis Davis - cortometraggio (1915)
- The Limited's Peril, regia di J. Gunnis Davis - cortometraggio (1915)
- A Perilous Chance, regia di J. Gunnis Davis - cortometraggio (1915)
- The Doughnut Vender, regia di Burton L. King - cortometraggio (1915)
- Train Order Number Forty-Five, regia di J. Gunnis Davis - cortometraggio (1915)
- The Broken Rail, regia di J. Gunnis Davis - cortometraggio (1915)
- Nerves of Steel, regia di J. Gunnis Davis - cortometraggio (1915)
- A Girl's Grit, regia di J. Gunnis Davis - cortometraggio (1915)
- A Matter of Seconds, regia di J. Gunnis Davis - cortometraggio (1915)
- The Runaway Boxcar, regia di J. Gunnis Davis - cortometraggio (1915)
- The Watertank Plot, regia di J. Gunnis Davis - cortometraggio (1915)
- A Test of Courage, regia di J. Gunnis Davis - cortometraggio (1915)
- A Mile a Minute, regia di J. Gunnis Davis - cortometraggio (1915)
- The Rescue of the Brakeman's Children, regia di J. Gunnis Davis - cortometraggio (1915)
- Danger Ahead!, regia di J. Gunnis Davis - cortometraggio (1915)
- The Girl and the Special, regia di J. Gunnis Davis - cortometraggio (1915)
- The Dynamite Train, regia di J. Gunnis Davis - cortometraggio (1915)
- The Tramp Telegrapher, regia di J. Gunnis Davis - cortometraggio (1915)
- Crossed Wires, regia di J. Gunnis Davis - cortometraggio (1915)
- The Wrong Train Order, regia di J. Gunnis Davis - cortometraggio (1915)
- At the Risk of Her Life, regia di J. Gunnis Davis - cortometraggio (1916)
- When Seconds Count, regia di J. Gunnis Davis - cortometraggio (1916)
- The Haunted Station, regia di J. Gunnis Davis - cortometraggio (1916)
- The Open Track, regia di J. Gunnis Davis - cortometraggio (1916)
- Tapped Wires, regia di J. Gunnis Davis - cortometraggio (1916)
- The Broken Wire, regia di J. Gunnis Davis - cortometraggio (1916)
- The Peril of the Rails, regia di J. Gunnis Davis - cortometraggio (1916)
- The Switchman's Story - cortometraggio (1916)
- A Race for a Life, regia di J. Gunnis Davis - cortometraggio (1916)
- The Girl Who Dared, regia di J. Gunnis Davis - cortometraggio (1916)
- The Detective's Peril, regia di J. Gunnis Davis - cortometraggio (1916)
- The Leap, regia di Henry MacRae - cortometraggio (1916)
- The Ancient Blood, regia di Charles Bartlett - cortometraggio (1916)
- Power of the Cross, regia di Burton L. King - cortometraggio (1916)
- Converging Paths, regia di Burton L. King - cortometraggio (1916)
- Only a Rose, regia di Burton L. King - cortometraggio (1916)
- Out of the Shadows, regia di Burton L. King - cortometraggio (1916)
- So Shall Ye Reap, regia di Burton L. King - cortometraggio (1916)
- The Girl Detective, regia di Burton L. King - cortometraggio (1916)
- Hedge of Heart's Desire, regia di Burton L. King - cortometraggio (1916)
- Boots and Saddles - cortometraggio (1916)
- The Girl Who Doesn't Know, regia di Charles Bartlett (1916)
- The Master of Her Soul - cortometraggio (1916)
- The Purchase Price, regia di Burton L. King - cortometraggio (1916)
- The Road to Fame, regia di Burton L. King - cortometraggio (1916)
- The Man He Might Have Been, regia di Burton L. King - cortometraggio (1916)
- The Right Hand Path, regia di Burton L. King - cortometraggio (1916)
- In Payment of the Past, regia di Burton L. King - cortometraggio (1917)
- The Making of Bob Mason's Wife, regia di Burton L. King - cortometraggio (1917)
- The Yellow Bullet, regia di Harry Harvey - mediometraggio (1917)
- The Goddess of Chance, regia di Burton L. King - cortometraggio (1917)
- The Last of Her Clan, regia di Burton L. King - cortometraggio (1917)
- The Heart of Jules Carson, regia di Burton L. King - cortometraggio (1917)
- Won in the Stretch, regia di Burton L. King - cortometraggio (1917)
- The Return of Soapweed Scotty, regia di Burton L. King - cortometraggio (1917)
- The Framed Miniature, regia di Burton L. King - cortometraggio (1917)
- The Font of Courage, regia di Burton L. King - cortometraggio (1917)
- The L. X. Clew, regia di Burton L. King - cortometraggio (1917)
- Love's Victory, regia di Burton L. King - cortometraggio (1917)